# 南豐中心

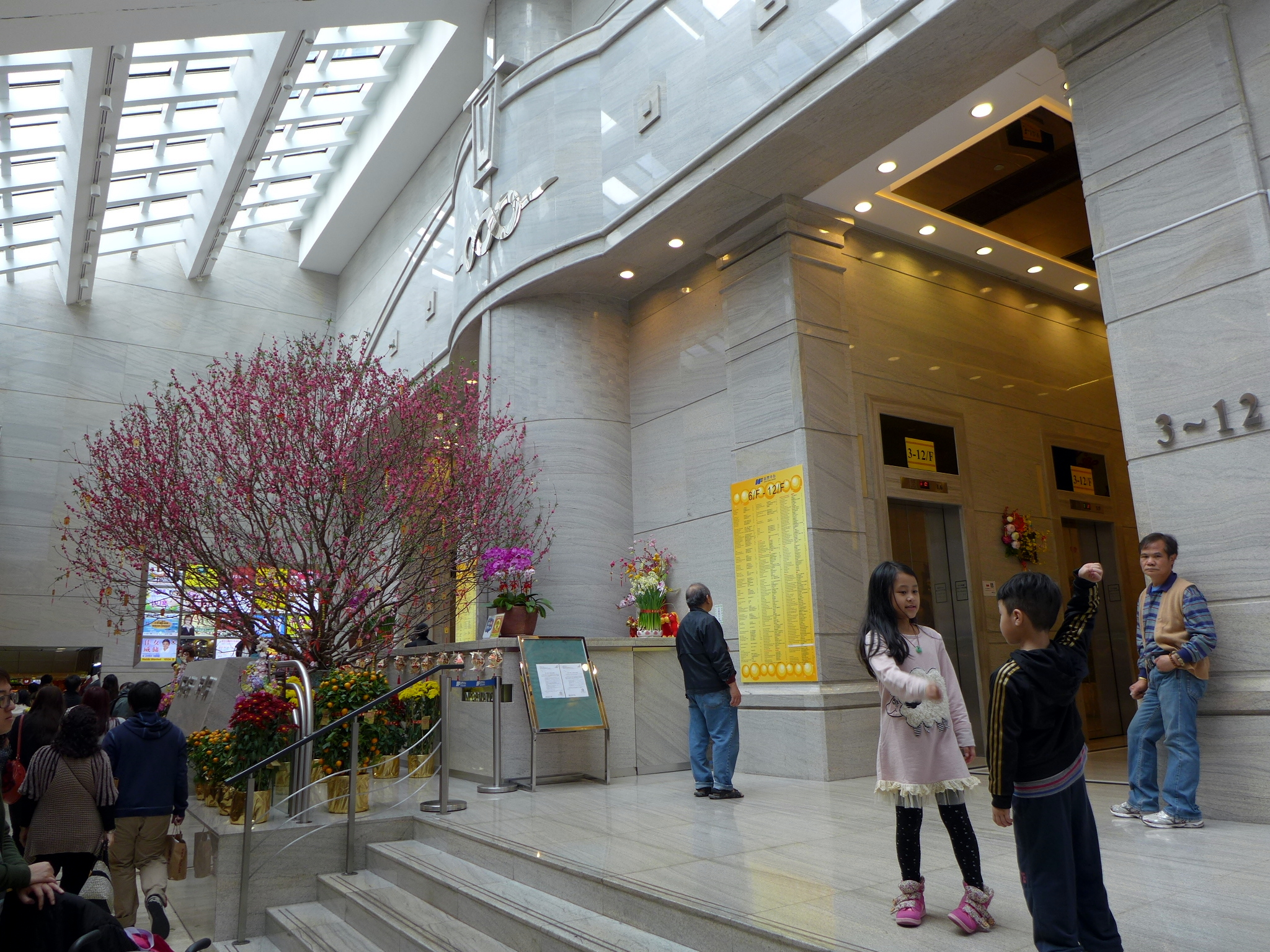
翻新後的南豐中心詢問處和電梯大堂

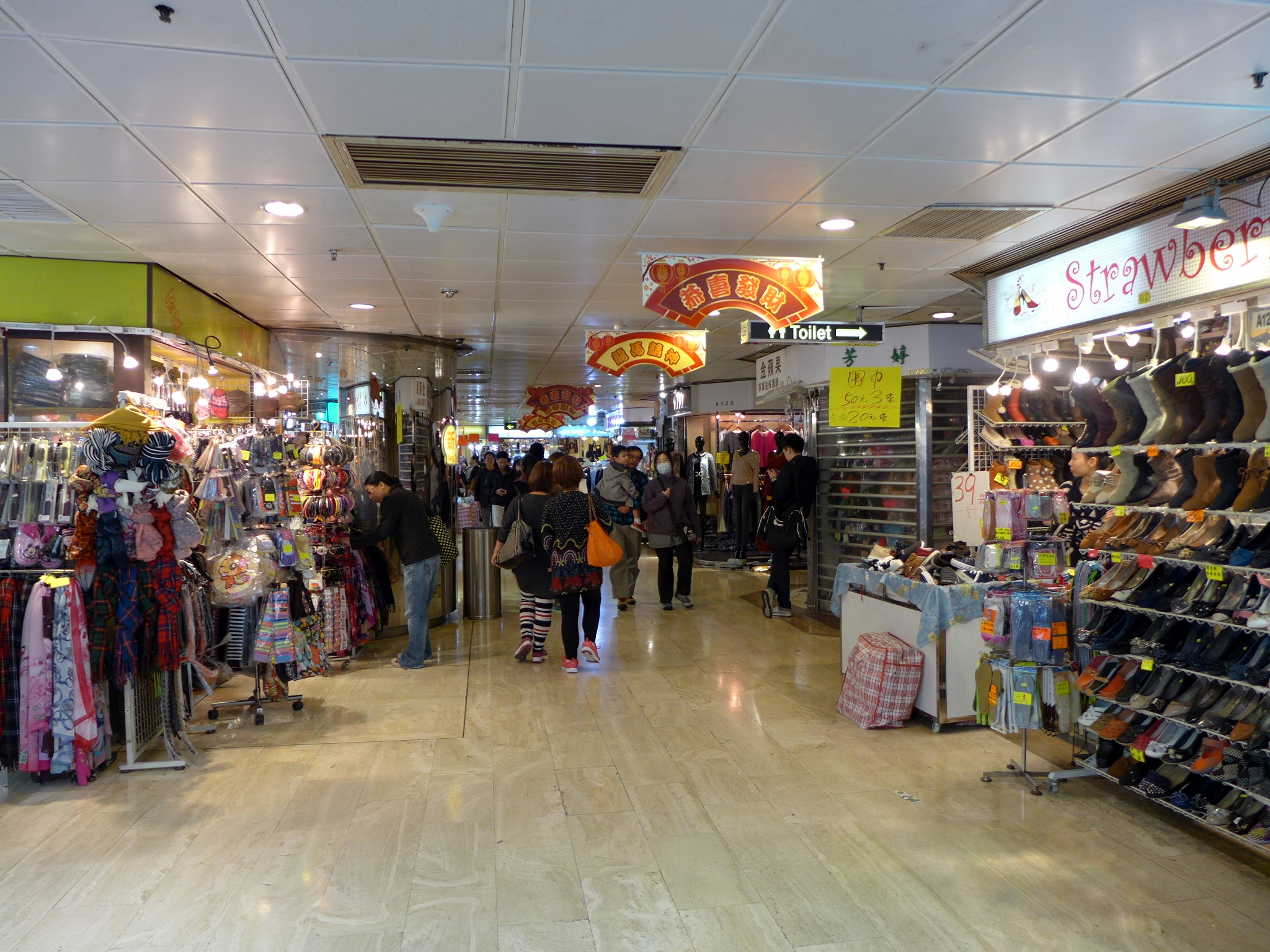
南豐中心1樓商場，其業權已分散多年

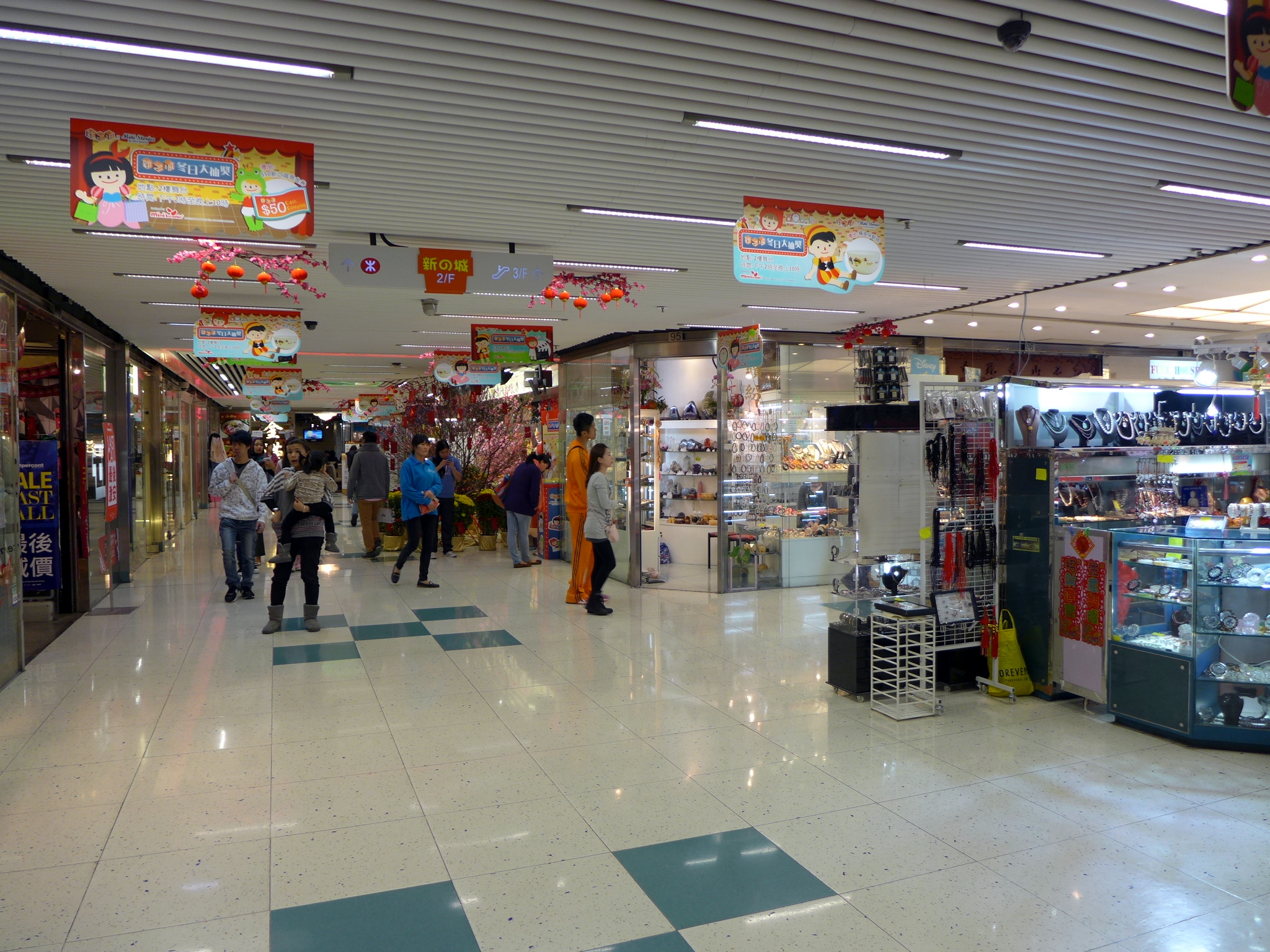
南豐中心2樓新之城

南豐中心（英語：Nan Fung Centre）是位於香港新界荃灣的一座商業大廈，由南豐發展有限公司發展、關吳黃建築工程師事務所設計，基座1至3樓為商場。大廈座落荃灣市中心，公共交通車站林立，是往來九龍及新界人流的主要集中地；加上商場平台設有天橋連接公共運輸交匯處、荃灣千色匯和愉景新城，為商場帶來大量龐大的人流。
南豐中心底層巴士總站提供多線前往屯門、元朗的巴士路線，加上毗鄰港鐵荃灣站，成為來往市區及新界西北區的重要交通樞紐。在三號幹線及西鐵綫未通車前，每日下班時間均可見到經港鐵轉車的人龍。在颱風暴雨的日子，更會出現人龍排至荃灣站大堂內的奇景。

## 歷史
南豐中心於1982年落成，原址為荃灣木棉下村。

## 商戶（部分）
- 荃灣新之城
- 中國移動香港
- CSL
- 7-ELEVEN
- 麥當勞
- 肯德基
- 大家樂
- 譚仔
- 太興
- 青春無限
- 中國聯通(香港)
- 電訊數碼
- 領峰手機維修中心
- 天天素食
- 香港寬頻
- 衛訊
- 譚仔三哥
- 正生純銀店

## 鄰近
- 荃錦中心
- 荃灣政府合署
- 荃灣中央圖書館
- 青山公路－荃灣段
- 西樓角路
- 大河道北

## 事件
- 2006年9月26日上午11時許，發生致命交通意外，一名職業司機駕駛一輛輕型貨車，由南豐中心停車場，右轉出西樓角路，撞飛一家三口，母女兩重傷致死。 荃灣裁判法院的裁判官蘇文隆斥責被告，並判其危險駕駛引致他人死亡罪名成立，囚年半。[2]
- 2019年9月25日星期三，荃灣中年婦南豐中心天橋墮下，送院不治。[3]